# Tarquini (família)
Tarquini (en llatí plural Tarquinii, Tarquinis) va ser una família de la primera història romana, que va donar els cinquè i el setè reis de Roma.
La llegenda els fa d'origen grec, descendents de Demarat, que era de la família coríntia dels Baquíades. Demarat va fugir a Itàlia quan la dinastia va ser enderrocada per Cípsel de Corint. Demarat es va establir a Tarquínia, a Etrúria, on tenia relacions comercials, ja que el comerç no era mal vist entre la noblesa de Corint. Va portar amb ell moltes riqueses i l'havien acompanyat el pintor Cleofant i diversos mestres en arts, i hauria introduït a Itàlia la pintura i l'alfabet. Es va casar amb una dona etrusca de la que va tenir a Lucumó i Arrunt. Lucumó el va heretar i es va casar amb Tanaquil una dona d'alt rang, però com a estranger estava apartat de la direcció de l'estat i per això va sortir de la ciutat i es va establir amb els seus familiars, esclaus i clients a Roma. Va ser ben rebut i tots van adquirir la ciutadania romana. Va agafar el nom de Luci Tarquini (segons Titus Livi el nom complet era Luci Tarquini Prisc). Tanaquil a més a més estava molt introduïda en la pràctica dels auguris i va fer diverses prediccions que es van complir. A la mort d'Anc Marci el poble romà va elegir Tarquini Prisc com a rei.

## Genealogia
- Demarat de Corint
  - Lucumó, que va agafar el nom de Tarquini Prisc
    - Tarquínia Primera, casada amb Servi Tul·li
      - Una filla, Túl·lia Major, casada amb Tarquini el Superb
      - Una filla, Túl·lia Minor, casada amb Arrunt

    - Tarquínia Segona, casada amb Marc Brut
      - Marc Juni Brut (assassinat per Tarquini el Superb)
      - Luci Juni Brut, primer cònsol de la república

    - Tarquini el Superb, casat amb una filla de Servi Tul·li
      - Tit
      - Sext
      - Arrunt, mort per Luci Juni Brut

    - Arrunt, germà de Tarquini el Superb

  - Arrunt, oncle de Tarquini el Superb
    - Egeri
      - Tarquini Col·latí, casat amb Lucrècia